# Джанет Азимов
Джанет Оупал Джепсън (на английски: Janet Opal Jeppson) е рожденото име на Джанет Азимов, съпругата на Айзък Азимов, американски писател на научна фантастика, психиатър и психоаналитик. Тя е съавтор в някои от книгите на съпруга си. 
Дебютът ѝ в литературата е романът „The Second Experiment“, който е издаден през 1974 г. В периода от 1983 г. до 1991 г. написва десет романа от научнофантастичната поредица „Норби“ в съавторство с Айзък Азимов.
Умира през февруари 2019 г. на 92-годишна възраст.

## Произведения

### Цикъл „Norby Chronicles“ (& Айзък Азимов)
- Norby, the Mixed-Up Robot
- Norby's Other Secret
- Norby and the Invaders
- Norby and the Lost Princess
- Norby and the Queen's Necklace
- Norby Finds a Villain
- Norby Down to Earth
- Norby and Yobo's Great Adventure
- Norby and the Oldest Dragon
- Norby and the Court Jester

### Цикъл „Norby Stories“ (с Айзък Азимов)
- Norby Finds a Villian
- Norby and the Queen's Necklace

### Самостоятелни романи
- Mind Transfer
- Murder at the Galactic Writers' Society
- The Last Immortal
- The Package in Hyperspace
- The Second Experiment

### Повести и разкази
- A Million Shades of Green
- A Pestilence of Psychoanalysts
- Consternation and Empire
- Low Hurdle
- Positively the Last Pact With – The Devil?
- Relics
- Seasonal Special
- The Amulet of The Firegod
- The Beanstalk Analysis
- The Cleanest Block in Town
- The Curious Consultation
- The Horn of Elfland
- The Hotter Flash
- The Mysterious Cure
- The Time-Warp Trauma
- The Ultimate Biofeedback Device